# Adam cromosòmic
L'Adam cromosòmic en l'àmbit de la genètica de poblacions del cromosoma Y, hauria estat un home africà (homòleg de l'Eva mitocondrial) que en l'evolució humana correspondria a l'avantpassat comú més recent humà masculí que posseïa el cromosoma Y, del qual descendeixen tots els cromosomes Y de la població humana actual. Per això, l'Adam cromosòmic correspondria a un únic avantpassat masculí del qual convergirien l'ADN del cromosoma Y de tota la població actual d'Homo sapiens (éssers humans). L'Adam cromosòmic hauria viscut entre fa 60.000 i 90.000 anys, i els seus descendents s'haurien estès per tot el planeta (vegeu: haplogrups del cromosoma Y humà).

## Descendència per línies cromosòmiques Y
L'Adam cromosòmic rep el nom del personatge Adam que es relata en el llibre del Gènesi (a la Bíblia).
Això ha portat a alguns malentesos entre el públic general. Una opinió comuna és creure que aquest Adam hauria estat l'únic home que vivia en el seu temps. No obstant això, d'altres creuen que homes anteriors a Adam pertanyents igualment a aquella època, probablement també haurien tingut descendència fins avui dia. No obstant això, només l'Adam cromosòmic Y va ser qui va produir una línia completa de fills barons fins al dia d'avui, i és l'ancestre del qual convergeix tota la població actual.
En la teoria originada de la genètica humana, l'Adam cromosòmic seria l'home del qual descendeixen tots els cromosomes Y, que determinen el sexe masculí. Un estudi biològic de la Universitat Stanford sobre 93 polimorfismes genètics humans trobats en aquest cromosoma, en 1.000 individus de 21 regions del món, va calcular que un avantpassat o grup d'avantpassats masculins comuns a tots els humans actuals va viure a Àfrica fa uns 50.000 o 40.000 anys.
Estudis posteriors han estimat dates anteriors per a l'avantpassat masculí comú, però tots coincideixen que aquest és bastant posterior a l'avantpassada comuna, per raons que es desconeixen.
L'aparició de l'Adam cromosòmic es creu que estaria relacionada amb la teoria de la catàstrofe de Toba. Aquesta catàstrofe hauria provocat que el pool genètic de l'espècie humana s'hagi restringit de tal manera que s'hauria potenciat la unitat genètica de l'espècie humana, la qual a l'entorn de l'any 70000 aC s'hauria reduït a només al voltant d'un miler d'individus.

## Comparació entre l'Adam cromosòmic i l'Eva mitocondrial
Així com els cromosomes Y s'hereten per via paterna, els mitocondris s'hereten per via materna. Per tant, és vàlid aplicar els mateixos principis amb aquests. L'avantpassat comú més proper per via materna ha estat anomenat Eva mitocondrial. No obstant això, és molt important aclarir que l'Adam cromosòmic, d'acord amb el que la ciència actual és capaç d'explicar, no hi hauria viscut en la mateixa època que l'Eva mitocondrial. Per contra, s'estima que l'existència de l'Eva mitocondrial hauria tingut lloc uns cent mil anys abans.